# 1890 في المملكة المتحدة
فيما يلي قوائم الأحداث التي وقعت خلال عام 1890 في المملكة المتحدة.

## رياضة
- 1 يناير – بطولة ويمبلدون 1890

## ظهور
- 1 يناير – دراكولا رواية رعب.
- 1 يناير – رغبة العالم رواية من تأليف هنري رايدر هاجرد وأندرو لانغ.
- 1 يناير – ليبتون

## كتب
من الكتب التي صدرت هذه السنة في المملكة المتحدة:
- 1 يناير – رغبة العالم من تأليف أندرو لانغ، هنري رايدر هاجارد.
- 1 فبراير – علامة الأربعة من تأليف آرثر كونان دويل.

## مواليد

### يناير
- 1 يناير – ألف ويلسون لاعب كرة قدم إنجليزي.
- 1 يناير – بيل ميلر لاعب كرة قدم من المملكة المتحدة.
- 1 يناير – جورج سوليفان
- 9 يناير – أدريان الينسون رسام من المملكة المتحدة.[1]
- 14 يناير – آرثر هولمز[2]
- 16 يناير – روزيتا فوربس[3]
- 30 يناير – ستيوارت منزيس ضابط استخبارات من المملكة المتحدة.

### فبراير
- 17 فبراير – رونالد فيشر[4]

### مارس
- 29 مارس – هارولد جونز عالم فلك بريطاني.[5]

### أبريل
- 15 أبريل – بيرسي شاو مخترع بريطانيّ.
- 17 أبريل – جو سميث

### مايو
- 12 مايو – روبيرت ميلار
- 23 مايو – هربرت مارشال[6]

### يونيو
- 16 يونيو – ستان لوريل[7]
- 30 يونيو – توم ميلر لاعب كرة قدم من المملكة المتحدة.[8]

### يوليو
- 11 يوليو – أليكس غراهام لاعب كرة قدم اسكتلندي.
- 21 يوليو – جون ميتشل نوتال فيزيائي بريطاني.

### سبتمبر
- 15 سبتمبر – أجاثا كريستي كاتبة إنجليزية اشتهرت بكتابة روايات الجرائم.[9]

### ديسمبر
- 20 ديسمبر – نويل تيرنبول لاعب كرة مضرب بريطاني.[10]

## وفيات

### أبريل
- 11 أبريل – جوزيف ميريك (مواليد 1862)[11]

### مايو
- 7 مايو – جيمس نازميت (مواليد 1808)[12]

### يونيو
- 24 يونيو – بنجامين وليامز (مواليد 1824)
- 29 يونيو – ألكسندر باركس (مواليد 1813)

### يوليو
- 18 يوليو – ليديا بيكر (مواليد 1827) ناشطة بريطانية.[13]

### أغسطس
- 11 أغسطس – جون هنري نيومان (مواليد 1801)[14]

### أكتوبر
- 20 أكتوبر – ألفريد موليت (مواليد 1834) مهندس معماري أمريكي.[15]
- 20 أكتوبر – ريتشارد فرانسيس برتون (مواليد 1821)[16]
- 25 أكتوبر – روبرت ماكورميك (مواليد 1800)[17]